# Рачич, Стеван
Сте́ван Ра́чич (серб. Стеван Рачић / Stevan Račić; 17 января 1984, Бачка-Паланка, Воеводина, СФРЮ) — сербский футболист, нападающий.

## Биография
С 2002 года играл в ряде клубов второго и третьего дивизионов чемпионата Сербии. В 2006 году переехал в Иваницу, по приглашению местного клуба «Явор». С этой командой в 2008 году завоевал право выступать в высшем дивизионе. После дебюта в высшей лиге, получил приглашение перейти в южнокорейский клуб «Тэджон Ситизен». В январе 2010 года вернулся в «Явор», где помог завоевать этому клубу место в еврокубках.
В 2010 году играл в чемпионате Украины за «Волынь», затем продолжил карьеру в индонезийском клубе «Персис Соло». После возвращения в Сербию играл в командах «Ягодина» и «Напредак».
В 2012 году перешёл в команду чемпионата Черногории «Челик» (Никшич). 26 августа 2012 года Рачич забил самый быстрый гол в истории черногорской первой лиги. Мяч от его удара в ворота команды «Младост» (Подгорица) залетел уже на 12,25 сек. игры.
В июне 2014 года Рачич заключил контракт с албанской командой «Партизани». По его словам, он имел несколько предложений из Черногории для продолжения карьеры, но выбрал Албанию. Рачич стал одним из 32 игроков, купленных «Партизани» во время этого летнего трансферного окна, что стало рекордом в истории албанского чемпионата. 24 августа 2014 года он дебютировал в албанской Суперлиге в матче первого тура против «Лачи». В дебютной игре открыл счёт забитым голам за «Партизани», сведя матч с «Лачи» вничью 1:1 11 сентября 2014 года на 90-й минуте матча против «Скендербеу» заработал пенальти, который реализовал Эмильяно Вила, благодаря чему «Партизани» завоевал первую победу в сезоне. 14 сентября футболист забил прямым ударом со штрафного гол в ворота «Кукеси». 9 сентября в матче 4 тура против «Теуты» Рачич забил свой третий гол в сезоне на 39-й минуте и через три минуты отдал голевой пас Астриту Фузлию (2:0). Эта победа стала третьей подряд для клуба. Шесть дней спустя Рачич и команда играли дерби с «Тираной» и свели его в нулевую ничью. В матче 9 тура против «Эльбасани» нападающий подтвердил свою хорошую форму, забив единственный гол в матче и заработав пенальти. Рачич закончил первую часть чемпионата с четырьмя голами в девяти матчах, «Партизани» же с 18-ю очками делил с «Тираной» первое место.